# Andrés de Santa Cruz
Andrés de Santa Cruz Villavicencio y Calaumana (La Paz, 5 de dezembro de 1792 — Versalhes, França, 25 de setembro de 1865) foi um militar e político peruano-boliviano. Serviu como o sétimo presidente do Peru durante o ano de 1827, foi presidente interino do Peru de 1836 a 1838 e presidente da Bolívia (1829 a 1839). Também serviu como Supremo Protetor da efêmera Confederação Peru-Boliviana (1836 a 1839), uma entidade política criada principalmente por seus esforços pessoais. Após o colapso da Confederação, após a Batalha de Yungay em 20 de janeiro de 1839 contra as tropas chilenas, tentou tomar o poder várias vezes, sem sucesso. Exilado na França, viveu em Versailles. Suas cinzas foram oficialmente repatriadas para a Bolívia em 1965.